# Pantà de Seva

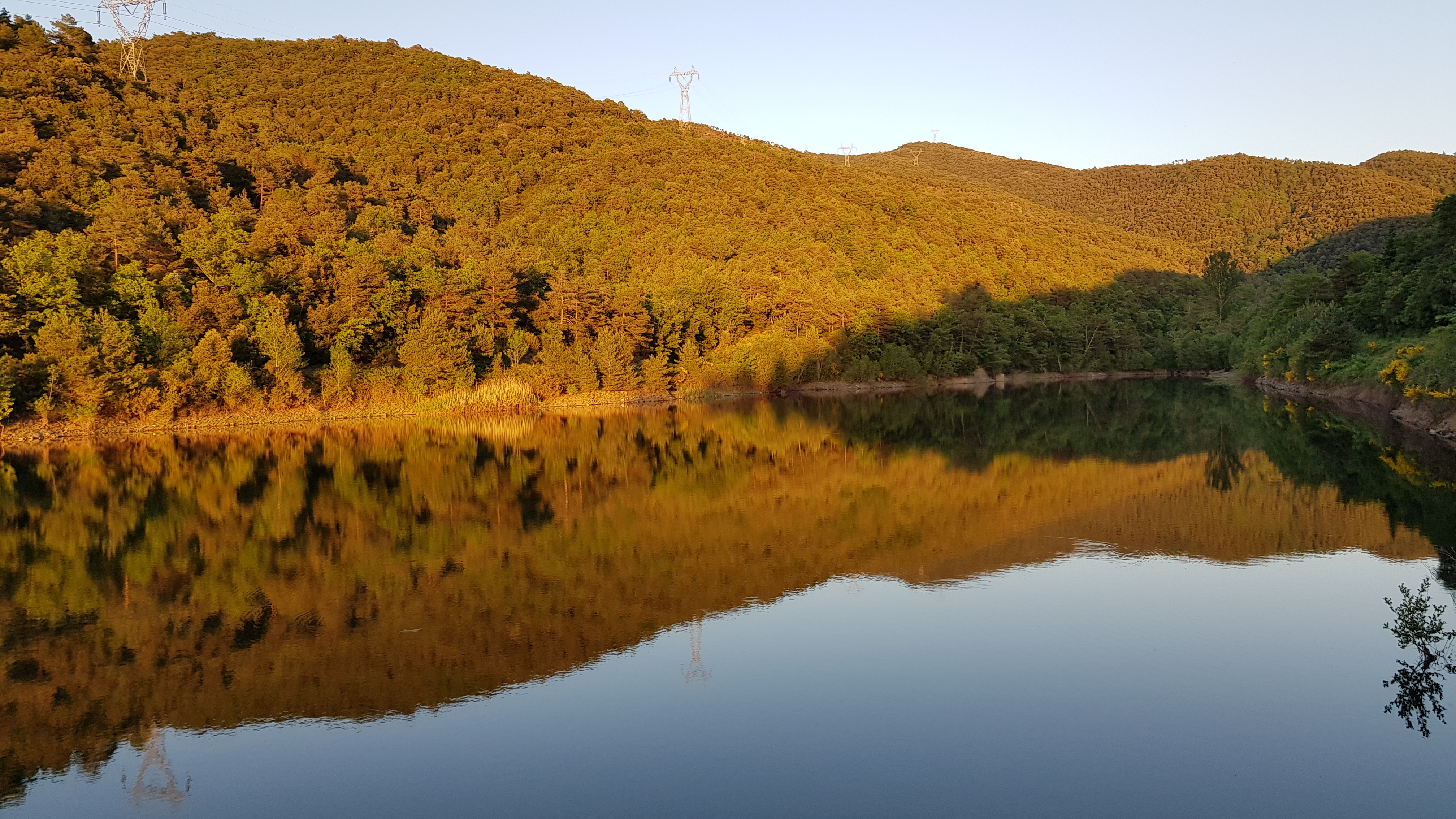
Pantà de Seva.

El pantà de Seva és un embassament que pertany al riu Gurri, creat per una presa situada al municipi de Seva, a la comarca d'Osona.